# Psectrotanypus schwetzi
Psectrotanypus schwetzi är en tvåvingeart som först beskrevs av Freeman 1955.  Psectrotanypus schwetzi ingår i släktet Psectrotanypus och familjen fjädermyggor.
Artens utbredningsområde är Uganda. Inga underarter finns listade i Catalogue of Life.